# Bud Luckey
William "Bud" Luckey, född 28 juli 1934 i Billings i Montana, död 24 februari 2018 i Newtown i Connecticut, var en amerikansk serietecknare, animatör, sångare, musiker, kompositör, och röstskådespelare. 
Bud Luckey är bland annat känd för sitt arbete på Pixar där han arbetat som animatör för filmer som Toy Story, Hopp, Toy Story 2, Ett småkryps liv, Monsters, Inc., Hitta Nemo, Bilar, Superhjältarna, Råttatouille, och Toy Story 3. Som röstskådespelare har han bland annat gjort rösten till Rick Dicker i Superhjältarna, clownen Chuckles (Skrattis) i Toy Story 3 och I-or i Nalle Puhs film - Nya äventyr i Sjumilaskogen.
Luckey var far till animatören, regissören och producenten Andy Luckey som i sin tur är mest känd som producent av den animerade Teenage Mutant Ninja Turtles-TV-serien och skaparen, författaren och formgivaren av Spin & Sparkle barnbok-serien.